# アナプレロティック反応
アナプレロティック反応（アナプレロティックはんのう、英: anaplerosis）あるいは補充反応は、代謝経路の中間体を生成する反応である。アナプレロシス (anaplerosis) の語句はギリシャ語の ana（再び）＋plēroō（満たす）に由来する。こういった反応の例はトリカルボン酸 (TCA) 回路（クレブス回路あるいはクエン酸回路とも呼ばれる）において見られる。呼吸におけるこの回路の正常な機能では、TCA中間体の濃度は一定に保たれる。しかしながら、多くの生合成反応も基質としてこれらの分子を使用する。アナプレロシスは生合成（カタプレロティック反応あるいは消費反応と呼ばれる）に抜き取られたTCA回路中間体を補充する作用である。
TCA回路は代謝のハブであり、エネルギー生産と生合成において最も重要である。したがって、ミトコンドリアにおけるTCA回路中間体の濃度を調節することは細胞にとって極めて重要である。細胞内代謝の恒常性（ホメオスタシス）を保つためには、アナプレロティックフラックス（flux: 流量）とカタプレロティックフラックスのバランスを取らなければならない。

## アナプレロティック代謝の反応
5種類の主要な反応がアナプレロティック反応に分類されるが、ピルビン酸からのオキサロ酢酸の生産が生理学的に最も重要であると推定されている。
| 供給源                   | 生成物           | 反応                                                                                       | 備考 |
| ピルビン酸               | オキサロ酢酸     | ピルビン酸 + HCO3- + ATP {\displaystyle \longrightarrow } オキサロ酢酸 + ADP + Pi + H2O    | この反応は、オキサロ酢酸の欠乏を示すアセチルCoAによって活性化される酵素であるピルビン酸カルボキシラーゼによって触媒される。ピルビン酸カルボキシラーゼは動物のミトコンドリアに存在する。ピルビン酸は同様の方法でL-リンゴ酸にも変換される。 |
| ホスホエノールピルビン酸 | オキサロ酢酸     | ホスホエノールピルビン酸 + HCO3- {\displaystyle \longrightarrow } オキサロ酢酸 + Pi + H2O  | この反応は、アセチルCoAによって活性化される酵素であるホスホエノールピルビン酸カルボキシラーゼによって触媒される。 |
| アスパラギン酸           | オキサロ酢酸     | -                                                                                          | この反応はアミノ基転移反応によってアスパラギン酸からオキサロ酢酸を生成する可逆反応であり、アスパラギン酸アミノ基転移酵素によって触媒される。                                                                                              |
| グルタミン酸             | α-ケトグルタル酸 | グルタミン酸 + NAD+ + H2O {\displaystyle \longrightarrow } NH4+ + α-ケトグルタル酸 + NADH. | この反応はグルタミン酸デヒドロゲナーゼによって触媒される。 |
| 脂肪酸のβ酸化            | スクシニルCoA    | -                                                                                          | 奇数鎖の脂肪酸が酸化されると、脂肪酸1分子当たり1分子のスクシニルCoAが生成する。最終段階の酵素はメチルマロニルCoAムターゼである。 |

リンゴ酸は細胞質ゾルにおいてホスホエノールピルビン酸カルボキシラーゼおよびリンゴ酸デヒドロゲナーゼによって作られる。ミトコンドリアのマトリックスにおいて、リンゴ酸はピルビン酸（リンゴ酸酵素によって触媒される）やオキサロ酢酸を作るために使われる。
グルタミンも様々な細胞種において「グルタミノリシス」によってアナプレロティック反応の間にオキサロ酢酸を生産するために用いることができる。グルタミノリシスは多くのc-Myc形質転換細胞において見られる。

## アナプレロティック代謝の疾患
ピルビン酸カルボキシラーゼ欠損症は、アナプレロシスが大幅に減少する遺伝性代謝性疾患である。奇数鎖トリグリセリドであるトリヘプタノインといったその他のアナプレロティック基質がこの疾患を治療するために用いられる。